# Charles Philibert-Thiboutot
Charles Philibert-Thiboutot (Quebec, 31 de diciembre de 1990) es un deportista canadiense que compite en atletismo, especialista en las carreras de mediofondo y fondo. En los Juegos Panamericanos de 2023 obtuvo dos medallas, oro en 1500 m y plata en 5000 m.

## Palmarés internacional
| Juegos Panamericanos | Juegos Panamericanos | Juegos Panamericanos | Juegos Panamericanos |
| Año                  | Lugar                | Medalla              | Prueba               |
| -------------------- | -------------------- | -------------------- | -------------------- |
| 2023                 | Santiago (Chile)     | Medalla de oro       | 1500 m               |
| 2023                 | Santiago (Chile)     | Medalla de plata     | 5000 m               |